# Amadou Ciss
Amadou Ciss (Guédiawaye, 7 settembre 1999) è un calciatore senegalese, centrocampista dell'Adanaspor.

## Caratteristiche tecniche
È un centrocampista centrale.

## Carriera

### Club
Nella stagione 2017-2018 gioca nella terza divisione francese, nel Pau.
Ha esordito in Eredivisie il 1º novembre 2018 disputando con il Fortuna Sittard l'incontro pareggiato 1-1 contro l'Utrecht. In seguito ha giocato nella seconda divisione francese con l'Amiens.

### Nazionale
Ha partecipato ai Mondiali Under-20 del 2019 e nei quarti di finale ha segnato un gol al 121º minuto, contro la Corea del Sud.